# Połajewo (województwo kujawsko-pomorskie)
Połajewo – wieś w Polsce, położona w województwie kujawsko-pomorskim, w powiecie radziejowskim, w gminie Piotrków Kujawski.

## Położenie
Leży na Kujawach, na wschodnim brzegu jeziora Gopło.

## Historia
Najstarsza wzmianka o wsi (Polayewo) pochodzi z 1387 roku, a o parafii z 15 lipca 1402 r. Pierwszymi właścicielami wsi byli Pomianowie z Grabia na Kujawach brzeskich. Obecnie jest to miejscowość wypoczynkowa.

## Podział administracyjny
| SIMC    | Nazwa         | Rodzaj    |
| ------- | ------------- | --------- |
| 0867561 | Marianowo     | część wsi |
| 0867578 | Nowe Połajewo | część wsi |
| 0867584 | Wygoda        | część wsi |

Wieś była siedzibą Gromadzkiej Rady Narodowej w latach 1954–1972. W latach 1975–1998 miejscowość położona była w województwie włocławskim. Wieś sołecka – zobacz jednostki pomocnicze gminy Piotrków Kujawski w BIP.

## Demografia
Według Narodowego Spisu Powszechnego (III 2011 r.) liczyła 231 mieszkańców. Jest ósmą co do wielkości miejscowością gminy Piotrków Kujawski.

## Zabytki
- kościół Świętej Trójcy, neogotycki